# Blas Botello de Puerto Plata
Blas Botello de Puerto Plata fue un hidalgo español que participó con Hernán Cortés en la conquista de México. Murió el 30 de junio de 1520, durante la huida de las tropas españolas y de sus aliados tlaxcaltecas de México Tenochtitlan, en la llamada Noche Triste. Botello tenía fama de astrólogo, según cuentan distintas crónicas (como la Relación breve de la conquista de la Nueva España de fray Francisco de Aguilar o la Historia verdadera de la conquista de la Nueva España de Bernal Díaz del Castillo). Botello insistió a Cortés, tras recurrir a sus artes adivinatorias, para que la fecha de la evacuación de México fuera la del 30 de junio y predijo una catástrofe si no se hacía tal día. Entre sus papeles póstumos, se halló la predicción de su propia muerte y un supuesto amuleto o talismán con forma fálica:

Se hallaron en una petaca de este botello […] unos papeles como libro con cifras y rayas y apuntamientos y señales que decía en ellas: "Si me he de morir aquí en esta triste guerra en poder de estos perros indios." Y decía en otras rayas y cifras más adelante: "No morirás." Y decía en otra parte: "Si me han de matar, también mi caballo." Decía adelante: "Sí matarán." Y de esta manera tenía otras como cifras y a manera de suertes que hablaban unas letras con otras en aquellos papeles que era como libro chico. Y también se halló en la petaca una natura como de hombre, de obra de geme, hecha de baldrés, ni más ni menos al parecer de natura de hombre y tenía dentro como una borra de lana de tundidor.
C. Bernand, S. Gruzinski, Histoire du Nouveau Monde, T.1, Fayard, 1991, p. 672